# Nyamashishi
Nyamashishi är ett vattendrag i Burundi.   Det ligger i provinsen Cankuzo, i den nordöstra delen av landet, 130 km öster om huvudstaden Bujumbura.
I omgivningarna runt Nyamashishi växer huvudsakligen savannskog. Runt Nyamashishi är det ganska tätbefolkat, med 75 invånare per kvadratkilometer.